# Lakeside, Wisconsin
Lakeside là một thị trấn thuộc quận Douglas, tiểu bang Wisconsin, Hoa Kỳ. Năm 2010, dân số của thị trấn này là 669 người.